# ژولیت (رمان)
ژولیت یا پاداش گناهکاری (به فرانسوی: L'Histoire de Juliette ou les Prospérités du vice) رمانی از مارکی دو ساد نویسنده و فیلسوف فرانسوی است. رمان ژولیت تحت عنوان ژولیت یا مواهب رذیلت توسط علی طباخیان به فارسی نیز ترجمه شده است.

## خلاصه داستان
دو شخصیت اصلی رمان که دو خواهر به نام‌های ژوستین و ژولیت هستند، در ابتدای رمان ظاهر می‌شوند. ساد در ژوستین حوادث شوم زندگی دختری به نام تیریز را شرح می‌دهد.
اما در رمان ژولیت، این بار داستان زندگی ژولیت شرح داده می‌شود. ژولیت دختری فاسد و هرزه است که هرچه بیشتر گناه می‌کند، موفقیت‌های او بیشتر می‌شود.

## ویژگی‌های رمان
بیرحمی، خشونت جنسی و تجاوز کانون اصلی توجه ساد در این رمان است. از نظر ساد بشر برای معامله به مثل، شهوت، لذت از دردمندی دیگران، استیلا یافتن بر آنها یا صرفاً جهت پاسخ دادن به کنجکاوی خود به خشونت دست می‌زند. ساد کنجکاوی را بدترین عامل برای خشونت می‌داند.
در رمان ژولیت دیدگاه‌های فلسفی ساد را می‌یابیم. فلسفه از نظر ساد وسیله‌ای برای مشخص شدن اراده خدا در زندگی انسان است؛ به ویژه در رخ دادن بدبختی‌هایی که او از آنها گریزی ندارد.